# Hidrofins
Els hidrofins (Hydrophiinae) són una subfamília de serps molt verinoses de la família dels elàpids, que habiten ambients marins durant gran part de les seves vides, per la qual cosa es coneixen com a serps marines.
Tot i que van evolucionar d'antecessors terrestres, la majoria estan adaptades a una vida completament aquàtica i són incapaces de moure's a terra, excepte el gènere Laticauda, que reté característiques dels seus avantpassats, permetent així moviment limitat en terra. Es troben en aigües càlides costaneres de l'oceà Índic i del Pacífic.
Tenen la cua semblant a una pala de rem i moltes tenen el cos comprimits lateralment, cosa que els dona l'aparença d'anguiles. Al contrari que els peixos, no tenen brànquies i han de sortir a la superfície regularment per respirar. Es troben entre els vertebrats aquàtics sense brànquies més aquàtics.
Dins d'aquest grup hi ha espècies amb alguns dels verins més potents dins de les serps. Algunes són força tranquil·les i només ataquen quan se les provoca, però d'altres són més agressives. Actualment, hi ha 17 gèneres descrits com a serps marines, comprenent 62 espècies diferents.

## Descripció
La majoria dels hidrofins adults fan entre 120 i 150 cm de llargada, la més llarga, Hydrophis spiralis, arribant als 3 metres. Els seus ulls són relativament petits amb una pupil·la rodona i la majoria tenen les narius situades dorsalment. Els cranis no difereixen gaire dels dels elàpids terrestres, tot i que la dentició és relativament primitiva amb ullals curts i (amb l'excepció d'Emydocephalus) fins a 18 dents més petites al seu darrere al maxil·lar superior.

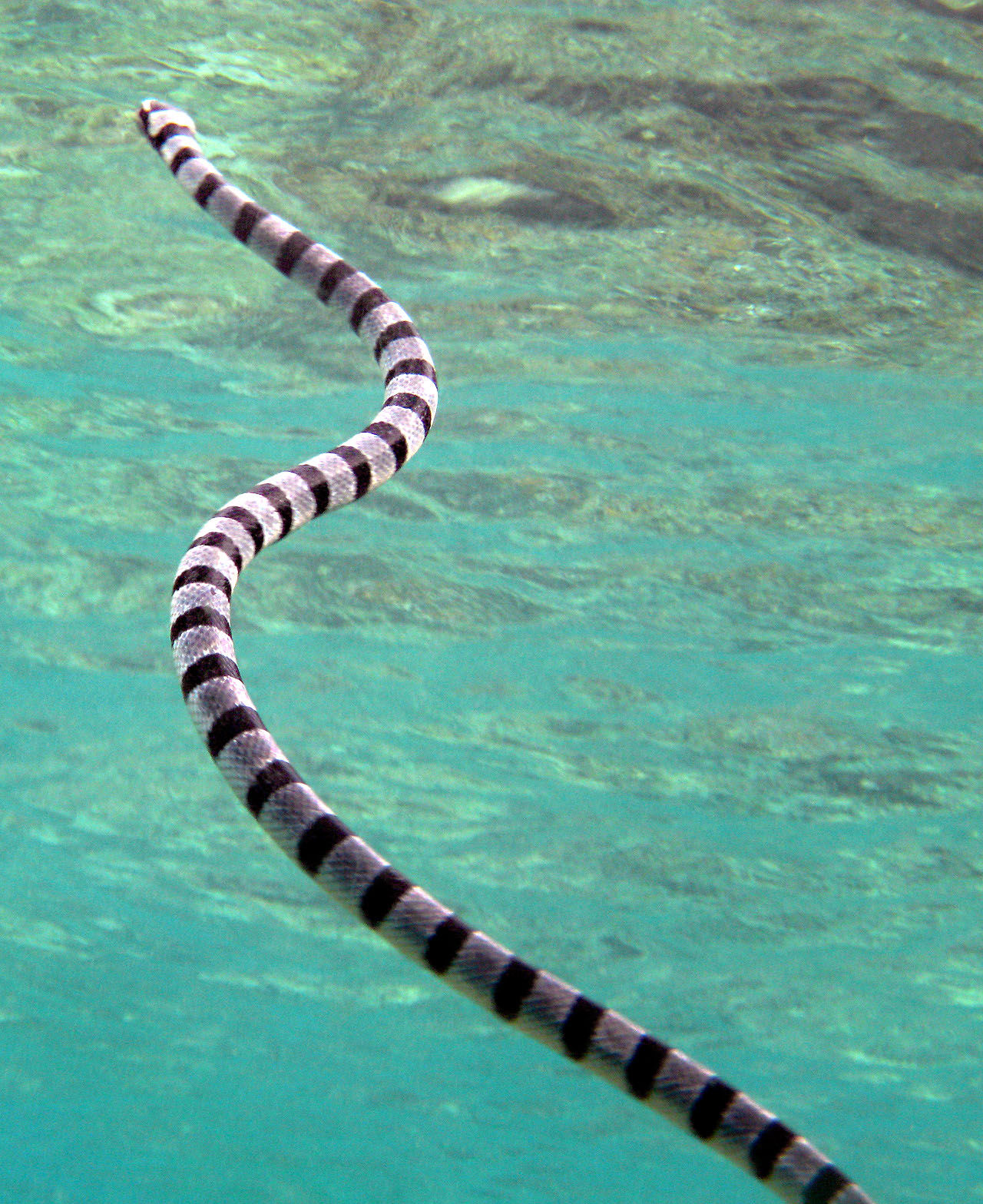
Cobra marina anellada, Laticauda colubrina

La major part dels hidrofins són completament aquàtics i s'han adaptat al seu ambient de moltes maneres, la més característica sent la cua semblant a un rem, que ha millorat la seva capacitat de nedar. Els cossos de força espècies estan comprimits lateralment, especialment en les espècies de la zona pelàgica. Això ha causat sovint que les escates ventrals fossin més petites, arribant a ser difícils de distingir de les escates adjuntes. La falta d'escates ventrals implica que no podrien viure a terra, però ja que viuen el seu cicle de vida sencer a l'aigua, no els cal marxar de l'aigua.
L'únic gènere que ha retingut les escates ventrals eixamplades són les cobres marines, Laticauda, amb només cinc espècies. Aquestes serps es consideren més primitives, perquè passen gran part del seu temps en terra, on les seves escates ventrals els permeten l'agafament necessari. Les espècies Laticauda també són les úniques serps marines amb escates internasals, és a dir, les narius no estan situades dorsalment.